# 新德里国际车展

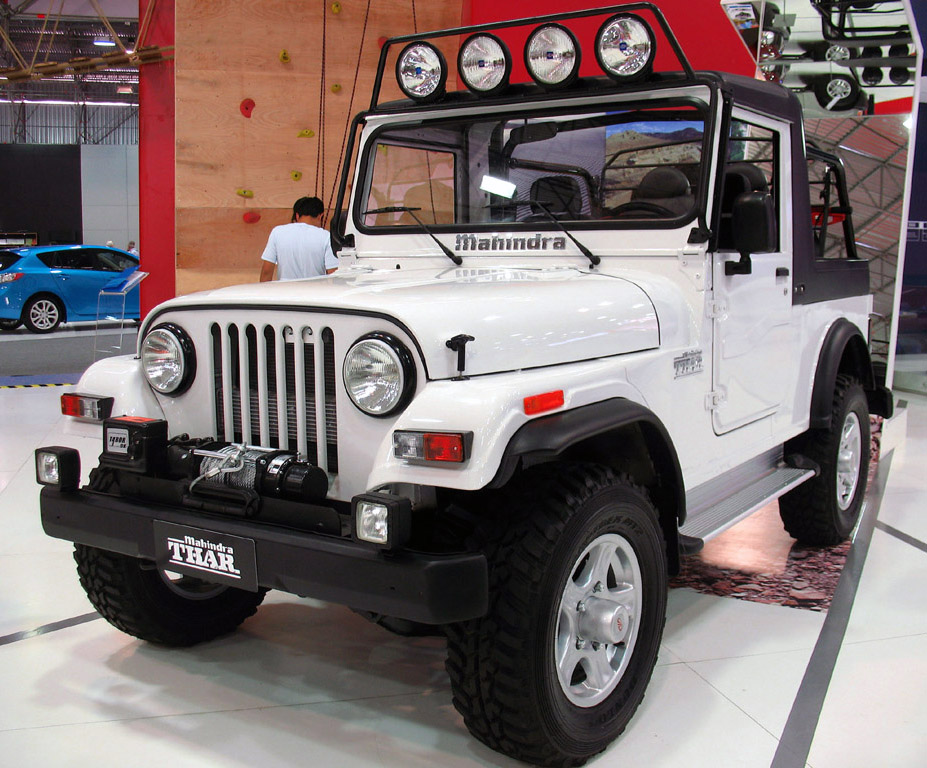
2011年印度国际车展。

印度国际车展（英語：Auto Expo）是印度首都新德里每2年一次的汽车展览，是目前亚洲第一世界第二的汽车展览。该车展的主办方是印度工业联合会和印度汽车制造商协会。它是世界汽车工业国际协会的成员之一。

## 沿革
1985年，印度开始构思举办汽车展览，1986年第一届汽车展览举办。第一次汽车展览的目的是印度吸收新技术，促进自主研发，时任总理是拉吉夫·甘地。

## 届次
| 届次 | 举行年月日          |
| ---- | ------------------- |
| 11   | 2012年1月7日～11日  |
| 10   | 2010年1月5日～11日  |
| 9    | 2008年1月10日～17日 |
| 8    | 2006年1月12日～17日 |
| 7    | 2004年1月15日～20日 |
| 6    | 2002年1月15日～22日 |
| 5    | 2000年1月12日～18日 |
| 4    | 1998年1月15日～21日 |
| 3    | 1996年2月21日～27日 |
| 2    | 1993年12月7日～15日 |
| 1    | 1986年1月3日～12日  |